# Ливийская футбольная федерация
Ливи́йская футбо́льная федера́ция (араб. الاتحاد الليبي لكرة القدم‎) — организация, осуществляющая контроль и управление футболом в Ливии. Располагается в Триполи. ЛФФ основана в 1962 году, вступила в ФИФА в 1964 году, а в КАФ — в 1965 году. В 2005 году стала членом-основателем УНАФ. Федерация организует деятельность и управляет национальной и молодёжными сборными. Под эгидой федерации проводятся соревнования в чемпионате страны. Женский футбол в Ливии не развит.